# Universo (album Lodovica Comello)
Universo è il primo album discografico della cantante italiana Lodovica Comello, pubblicato nel 2013 dalle etichette discografiche Sony Music, All Entertainment e MAS.

## Il disco
L'album viene annunciato al pubblico nell'ottobre 2013, anticipato dal primo singolo estratto che dà il nome all'album, Universo. La maggior parte dei testi sono in lingua spagnola, uno in inglese e nella versione deluxe è presente la versione italiana acustica del singolo Universo. L'uscita viene confermata per il 19 novembre successivo. Il compact disc è stato registrato in Italia al MAS di Milano. 
Il disco è disponibile in due versioni: quella standard con 9 canzoni e quella deluxe con una canzone in più, cioè la versione in italiano di Universo, e un DVD contenente il videoclip ufficiale del primo singolo, il backstage e alcune interviste pubblicate dalla cantante stessa. Il primo singolo estratto è Universo che viene pubblicato il 31 ottobre e il 7 novembre viene pubblicato il video. 
Universo viene presentato attraverso alcuni incontri promozionali avvenuti in Argentina. Inoltre, tiene altri incontri con i fan in alcune città italiane per firmare le copie del disco. È anche ospite per pubblicizzare il disco al programma di Nicola Savino, Quelli che il calcio.
Pubblicato in Italia il 19 novembre, viene anche messo in commercio in Spagna, Polonia e Argentina.
L'album è risultato il 74º più venduto in Argentina per il 2013 secondo CAPIF.

## Tracce
Edizione standard
1. Lodovica Comello – Otro Día Más – 3:46 (Fabio Serri, Fabio Zacco, Daniele Luppino, Lodovica Comello)
2. Lodovica Comello – Sòlo Música – 3:12 (Fabio Serri, Daniele Luppino, Lodovica Comello)
3. Lodovica Comello – Para Siempre – 4:04 (Fabio Serri, Daniele Luppino, Lodovica Comello)
4. Lodovica Comello – Universo (spanish) – 3:47 (Fabio Serri, Daniele Luppino, Lodovica Comello)
5. Lodovica Comello – La Cosa Màs Linda – 3:06 (Fabio Serri, Daniele Luppino, Lodovica Comello)
6. Lodovica Comello – Una Nueva Estrella – 4:32 (Fabio Serri, Daniele Luppino, Lodovica Comello)
7. Lodovica Comello – I Only Want To Be With You – 2:50 (Mike Hawker, Ivor Raymonde)
8. Lodovica Comello – Universo (instrumental) – 3:47 (Fabio Serri, Daniele Luppino, Lodovica Comello)
9. Lodovica Comello – Universo (unplugged spanish version) – 4:29 (Fabio Serri, Daniele Luppino, Lodovica Comello)

Edizione deluxe
- La versione deluxe contiene un brano in più e un DVD speciale contenente il backstage e il videoclip ufficiale del primo singolo estratto:

1. Lodovica Comello – Universo (unplugged italian version) – 4:29 (Fabio Serri, Daniele Luppino, Lodovica Comello) – Versione in lingua italiana di Universo

## Classifiche
| Classifica (2013) | Posizione massima |
| ----------------- | ----------------- |
| Italia            | 22                |
| Polonia           | 12                |
| Spagna            | 56                |